# Bafodé Dansoko
Bafodé Dansoko (Saint-Étienne, 28 december 1995) is een Guinees-Frans voetballer die sinds 2023 uitkomt voor Patro Eisden Maasmechelen.

## Clubcarrière
Dansoko werd geboren in Saint-Étienne als kind van Guinese ouders. Op achtjarige leeftijd sloot hij zich aan bij Hommelet CS, alvorens vijf jaar later over te stappen naar Wasquehal Football. In 2013 stortte hij zich even op het zaalvoetbal, waar hij in geen tijd in aanmerking kwam voor de nationale ploeg. Uiteindelijk focuste hij zich toch op het veldvoetbal. In 2014 versierde hij een contract bij het B-elftal van FC Nantes, dat toen uitkwam in de CFA.
In 2016 haalde Wasquehal Football, op dat moment actief in de CFA, hem terug naar het oude nest. Dansoko degradeerde in 2017 met de club naar het vijfde niveau in het Franse voetbal, dat vanaf 2017 de Championnat National 3 heette. In januari 2018 trok Dansoko de deur achter zich dicht bij Wasquehal, dat opnieuw in de onderste regionen van het klassement kampeerde, en tekende hij bij FC Vaulx-en-Velin, dat in een andere reeks in de Championnat National 3 uitkwam.
Na een half seizoen bij Vaulx-en-Velin trok Dansoko naar het buitenland: hij tekende bij de Belgische club La Louvière Centre, die toen uitkwam in Tweede klasse amateurs. In zijn debuutseizoen werd hij meteen kampioen met de club, waarna hij in het seizoen 2019/20 met de club uitkwam in Eerste klasse amateurs. Dansoko was dat seizoen goed voor acht competitiedoelpunten.
In juni 2020 ondertekende Dansoko een tweejarig contract met optie op een derde jaar bij KMSK Deinze, dat net naar Eerste klasse B was gepromoveerd. In zijn eerste seizoen scoorde hij er slechts twee doelpunten, in het seizoen daarop was hij goed voor acht competitiegoals. In april 2022 werd de optie in zijn contract gelicht, waardoor hij tot 2023 aan de club verbonden was. Na afloop van het seizoen 2022/23, waarin Dansoko goed was voor zes competitiegoals, raakte bekend dat Deinze zijn aflopende contract niet zou verlengen.
In juli 2023 vond Dansoko een nieuwe club in Eerste klasse B: het pas gepromoveerde Patro Eisden Maasmechelen haalde hem aan boord. Op 12 augustus 2023 maakte Dansoko uitgerekend tegen zijn ex-club Deinze zijn officiële debuut voor de Limburgse club. Dansoko leverde de assist af voor het openingsdoelpunt van Elisha Sam en hielp zijn nieuwe werkgever zo aan een 3-1-zege op de openingsspeeldag.

## Interlandcarrière
Dansoko, die in 2014 werd opgeroepen voor het Frans zaalvoetbalteam, maakte op 25 maart 2022 zijn interlanddebuut voor Guinee in een vriendschappelijke interland tegen Zuid-Afrika.
1 Geladé ·
3 Kis ·
4 Borry ·
5 Olivier ·
6 Dijkhuizen ·
7 Van Eenoo ·
8 Peeters ·
11 Dansoko ·
12 Belin ·
14 Renson  ·
17 Che ·
18 Kenne ·
20 Wilmots ·
26 Kempeneers ·
27 Vreys ·
29 Pietermaat ·
30 Bammens ·
37 Francisco ·
40 Simba ·
45 Ndior ·
48 Abid ·
52 Sarfo ·
81 Mabanza ·
90 Kiankaulua ·
99 Van Landschoot ·
Coach: Stijnen